# Konon
Konon [kónon] (starogrško Κόνων: Kónon), starogrški matematik in astronom, * okoli 280 pr. n. št., otok Samos, Jonija, Grčija, † 220 pr. n. št., po vsej verjetnosti Aleksandrija, Ptolemajski Egipt.

## Življenje in delo
Konon je deloval v Aleksandriji. Po izročilu je bil Evklidov učenec in Arhimedov učitelj in prijatelj v Aleksandriji, kjer je Arhimed za kratek čas študiral. Spoprijateljila sta se za vse življenje. Arhimed ga je zelo cenil, ne samo osebno, ampak tudi intelektualno. Arhimed je cenil tudi Eratostena, čeprav je bil le-ta menda precej prevzeten. Zdi se, da sta bila samo Konon in Eratosten, še posebej pa Konon, edini osebi od Arhimedovih sodobnikov, s katerima je lahko zelo napredni Arhimed delil svoje misli in bil prepričan, da ga razumeta. Nekatera svoja najboljša dela je Arhimed sporočil Kononu v pismih. Po Kononovi smrti, se je Arhimed dopisoval s Kononovim učencem, Dositejem.
Verjetno je Konon začel proučevati Arhimedovo spiralo, ki jo drugače pripisujejo Arhimedu.
Apolonij je poročal, da se je Konon ukvarjal s stožnicami.
Opravljal je astronomska opazovanja na Siciliji. Arhimed je bil takrat z njim v stiku. Približo leta 245 pr. n. št. je egipčanski kralj Ptolemaj III. krenil na pot na bojni pohod. Kraljica Berenika je darovala svoje lase Afroditinemu svetišču, da bi pregovorila boginjo, naj ga varuje in mu nakloni zmago. Lasje so izginili, nedvomno pa so jih ukradli lovci na spominke. Konon je nemudoma prepričal žalostno kraljico, da je Afrodita ponesla lase v nebo, kjer zdaj vise kot čisto novo ozvezdje. Pokazal je na težko opazno skupino zvezd, ki ji dotlej astronomi še niso posvetili svoje pozornosti. Od takrat je skupina znana kot Berenikini kodri (Coma Berenices). Imena tedaj niso vsi sprejeli, tako da ozvezdja v svojem delu Almagest leta 138 Ptolemaj ni navedel.